# Naana Otoo-Oyortey
Naana Otoo-Oyortey là một nhà hoạt động xã hội người Ghana, Giám đốc điều hành của Quỹ Sức khỏe, Nghiên cứu và Phát triển Phụ nữ.

## Tuổi thơ và giáo dục
Otoo-Oyortey được sinh ra ở Ghana. Cô đã hoàn thành bằng thạc sĩ triết học tại Đại học Sussex. Otoo-Oyortey cũng là thành viên của Viện nghiên cứu phát triển, nơi cô làm việc về các vấn đề giới tính ở Ghana.

## Nghề nghiệp
Otoo-Oyortey làm việc tại Liên đoàn Phụ huynh có kế hoạch Quốc tế, nơi cô nghiên cứu về hôn nhân và nghèo đói. Otoo-Oyortey tin rằng để đạt được bình đẳng giới, thế giới phải giải quyết bạo lực đối với phụ nữ và các chuẩn mực văn hóa xã hội chấp nhận hành vi này. Cô lo ngại rằng bạo lực gia đình dẫn đến việc phụ nữ không tự bảo vệ mình khỏi các bệnh lây truyền qua đường tình dục.
Otoo-Oyortey gia nhập Tổ chức phi lợi nhuận do phụ nữ Châu Phi lãnh đạo vì Sức khỏe, Nghiên cứu và Phát triển Phụ nữ (FORWARD) năm 1998, được mời bởi người sáng lập, Efua Dorkenoo. FORWARD là cơ quan chính làm việc để chấm dứt cắt xén bộ phận sinh dục nữ (FGM) ở Anh. Cô hiện là giám đốc điều hành của tổ chức, và đã lãnh đạo các sáng kiến đào tạo bằng tiếng Swirin và tiếng Anh cho các cô gái trở thành những người đổi mới chống lại bạo lực trên cơ sở giới. Với FORWARD Otoo-Oyortey đã thực hiện một nghiên cứu dân tộc học về kinh nghiệm của những người bị ảnh hưởng bởi FGM. Năm 2009, Otoo-Oyortey đã được vinh danh trong Giải thưởng sinh nhật năm 2008 cho "các dịch vụ cho vấn đề nhân quyền cho phụ nữ".

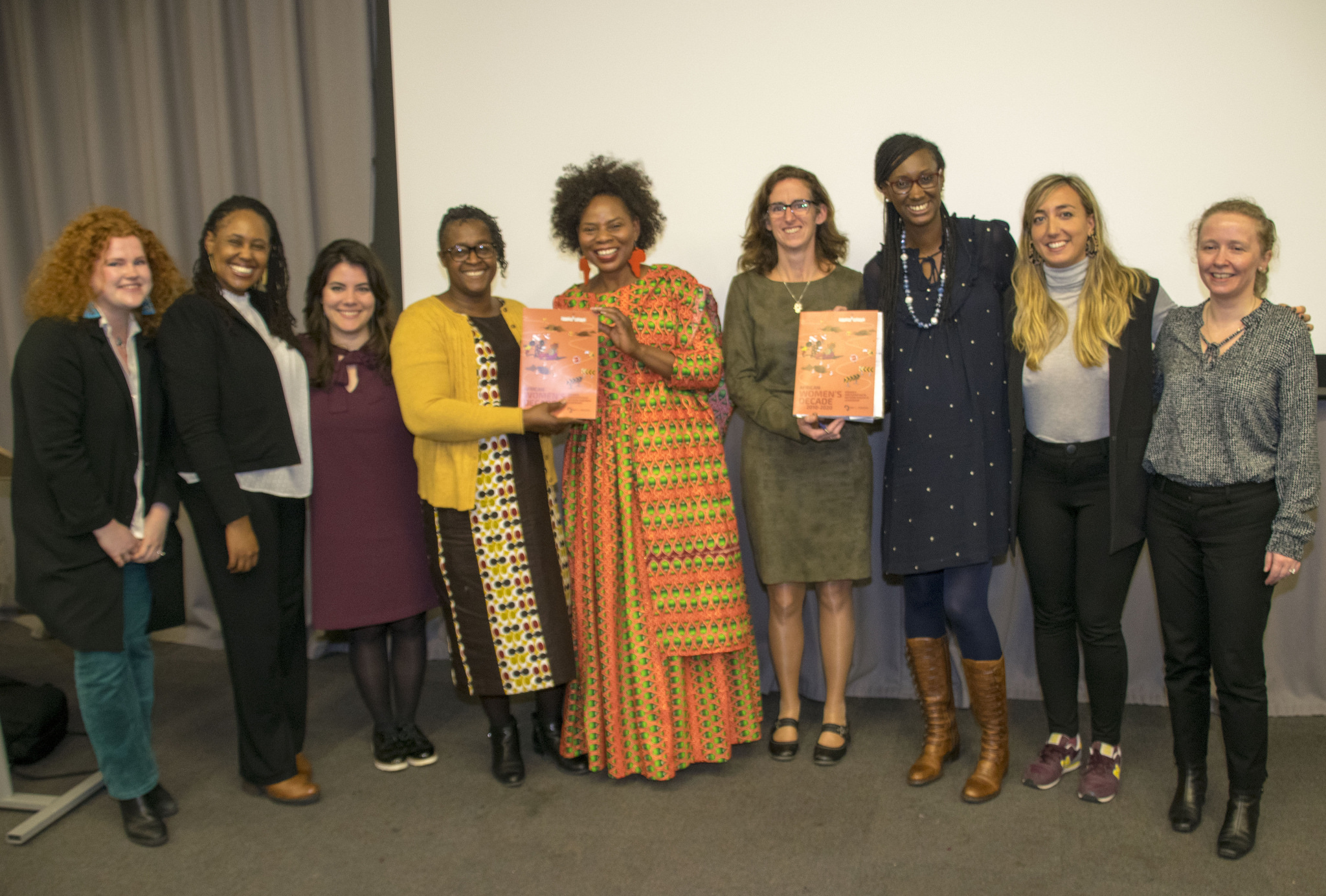
Ra mắt báo cáo thường niên về sự tham gia của phụ nữ trong thập kỷ ra quyết định và lãnh đạo. Hình: Justina Mutale, Rainatou Sow, Naana Otoo-Oyortey và Tiến sĩ Anouka van Eerdewijk

Vào năm 2014, Otoo-Oyortey đã nói về TEDx về quyền của phụ nữ và FGM. Năm đó, cô được đưa vào danh sách những người có ảnh hưởng nhất của London Standard. Cô là một phần của Hội nghị thượng đỉnh nữ sinh London năm 2014, mời hai nhà vận động trẻ châu Phi đang đấu tranh để chấm dứt hôn nhân trẻ em ở Ethiopia và Tanzania. Otoo-Oyortey gia nhập UCLH để mở phòng khám nhi FGM. Năm 2016 FORWARD là một phần của cuộc diễu hành FGM kết thúc tại Bristol, mà Otoo-Oyortey mô tả là một "cuộc cách mạng thầm lặng".   